# Jacques-Nicolas Billaud-Varenne
Pour les articles homonymes, voir Billaud et Varenne.
Jacques-Nicolas Billaud puis Billaud-Varenne, surnommé le Patriote rectiligne ou le Tigre, (La Rochelle, 23 avril 1756 – Port-au-Prince, 3 juin 1819) est un avocat, député montagnard à la Convention nationale et membre du Comité de salut public. Il est essentiel dans le gouvernement de la France pendant la Terreur.
Malgré son amitié et sa proximité idéologique avec Robespierre, il est un rouage central dans sa chute, le 9 thermidor, pour des raisons encore peu comprises, mais qui ont peut-être à voir avec des conflits idéologiques relatifs à la centralisation du pouvoir pendant la Terreur, Billaud-Varenne semblant vouloir décentraliser le pouvoir exécutif. Il exprime plus tard ses remords pour cette action.
Après Thermidor, Billaud-Varenne fait partie des Crêtois, le dernier groupe de députés montagnards. Il annonce le 28 septembre 1794 que le Comité de salut public n'a rien à voir avec les massacres en Vendée, et fait mettre Louis Marie Turreau et Jean-Baptiste Carrier en état d'arrestation pour leurs atrocités, en accusant certains députés de « rire des massacres ».
Il est arrêté par les membres de la Réaction thermidorienne à laquelle il s'oppose frontalement. Déporté à Cayenne sans jugement, il y refuse la grâce de Napoléon et meurt finalement à Port-au-Prince en 1819.
Billaud-Varenne est l'un des personnages centraux de la première partie de la Révolution française, mais il reste encore peu étudié ou peu compris.

## Biographie

### Avant la Révolution
Fils de Nicolas Billaud de Varennes (1726-1809), avocat au siège présidial de La Rochelle, et de Henriette-Suzanne Marchant (1727-1804). Jacques-Nicolas Billaud de Varennes est issu d'une famille de notables de La Rochelle. Il a deux frères cadets, Henri (1762-1801) et Benjamin (né en 1768). Jacques-Nicolas étudie les lettres au collège de l'Incarnation de Niort, dont l'enseignement est fondé sur le latin mais fait la part belle, surtout en rhétorique, à la littérature française des XVIIe et XVIIIe siècles, ainsi qu'à l'histoire profane, puis la philosophie à La Rochelle, établissement sans éclat tenu par des séculiers depuis l'expulsion des Jésuites. Il fait ses études de droit à Poitiers et devient avocat en 1778. De retour à La Rochelle, où il doit succéder à son père, il se serait, selon la tradition, consacré à l'écriture dramatique, sans grand succès : une comédie moralisante présentée à La Rochelle en 1781 aurait connu un échec retentissant.
En 1782, il quitte sa ville natale pour Paris où, faute de moyens, il finit par entrer à l'Institution de l'Oratoire. Admis à l'épreuve le 14 mars 1783, il est envoyé le 5 septembre suivant, au collège de Juilly, où il occupe les fonctions de préfet de pension et assure la surveillance de la première chambre. Mal noté (le père Mérault de Bizy juge : « Il a beaucoup d'amour-propre. Je ne le regarde que comme un mondain revêtu de l'habit de l'Oratoire, froidement régulier et honnête, qui a tâché de ne point se compromettre [...]. Quoiqu'il soit judicieux dans sa conduite, à raison de son âge, de ce qu'il a été, de ce qu'il est, je ne le crois pas propre à l'Oratoire »), il doit quitter l'Oratoire à la fin de l'année scolaire 1783-1784.
Revenu dans la capitale, il se fait inscrire au tableau des avocats au parlement de Paris, toujours sous le nom de Billaud de Varennes à partir de 1785, mais travaille à des ouvrages contre le clergé et le gouvernement : il fait ainsi paraître anonymement en 1789 Le Dernier coup porté aux préjugés et à la superstition à Londres et Despotisme des ministres de France, combattu par les droits de la nation, par les lois fondamentales, par les ordonnances, par les jurisprudences..., enfin par les intérêts du peuple et l'avantage personnel du monarque à Amsterdam. Il habite alors au numéro 30 de la rue Saint-André-des-Arts.
Le 12 septembre 1786, il épouse en l'église Saint-André-des-Arts à Paris Anne-Angélique Doye (morte à  Paris, le 14 février 1815), fille naturelle d'un fermier général, et adjoint Varenne à son nom. Tout de suite après, le couple s'installe au 4e étage du numéro 45 de la même rue Saint-André-des-Arts, à deux pas de la Cour du Commerce Saint-André, là ou Danton habite et où Marat a son imprimerie, de laquelle il édite son journal L'Ami du Peuple. C'est aussi dans ce passage qu'une entrée discrète donne dans le café Procope, où ils tiennent leurs réunions. Se voulant « écrivain philosophe », il publie plusieurs pamphlets révolutionnaires contre le clergé en 1789. Il habite également au numéro 40 de cette rue Saint-André-des-Arts, et au 4 rue de Savoie.

### Le révolutionnaire

#### Début de la Révolution

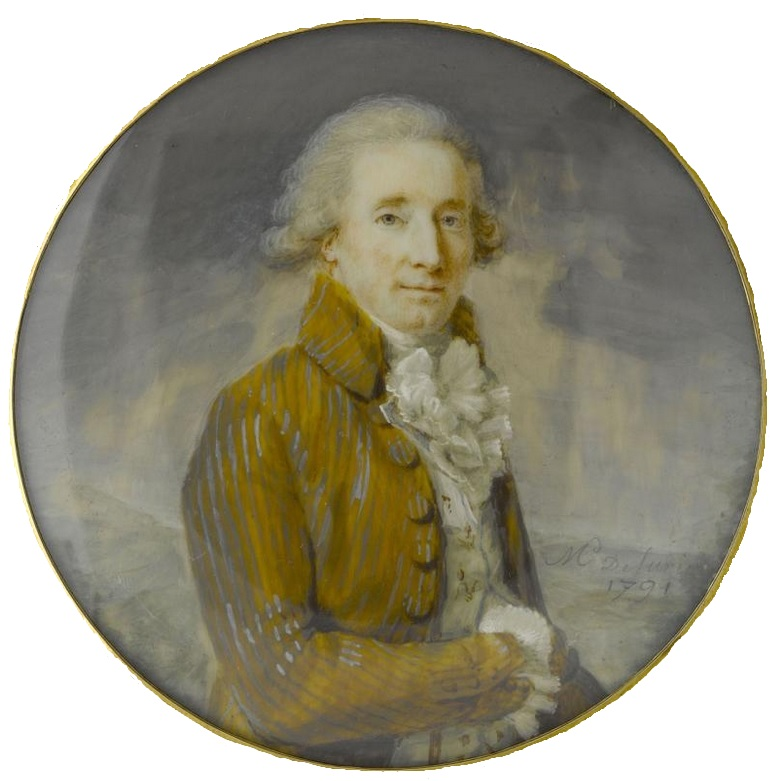
Jacques-Nicolas Billaud-Varenne, miniature peinte par Jeanne Doucet de Surigny, musée Cognacq-Jay, vers 1791.

Dès la fin de 1789, Billaud-Varenne dénonce la « révolution trahie » dans plusieurs opuscules. Dans Le Peintre politique, il fustige la loi martiale et l'écart existant entre la Déclaration des droits de l'homme et du citoyen et les décisions de la Constituante.
En 1790, il publie un texte sur l'affaire des Suisses de Châteauvieux, également dénommée « affaire de Nancy », dans lequel il attaque violemment les ministres.
Cette même année, il adhère au club des jacobins. Il embrasse avec ardeur les idées révolutionnaires et se lie avec Danton, Marat et Robespierre. Il devient bientôt un des orateurs les plus véhéments du Club des jacobins, ses prises de parole sont nombreuses. Il y attaque le roi, la Cour et s'oppose avec Robespierre à la guerre souhaitée par Brissot et ses amis.
Dans L'Acéphocratie ou le Gouvernement fédératif, il demande la mise en place du suffrage universel et attaque le pouvoir exécutif qu'il juge trop important.
Il propose en juillet 1791 de remplacer la monarchie par la république, et doit se cacher après avoir produit une brochure républicaine. Contrairement à la légende c'est lui et non Robespierre qui engage le combat au Club des jacobins contre le bellicisme girondin. Ainsi le 5 décembre 1791, il prononce un long discours très remarqué à la société dont Robespierre s'inspire le 11 décembre après avoir montré  le 28 novembre des dispositions bellicistes.  Il en prononce un second le 19 décembre, puis un troisième le 30 janvier 1792. Dans cette dernière allocution en particulier, il dénonce la guerre de croisade, et se plaint de ce que les girondins feignent de n'entendre dans ce débat que l'opinion de Robespierre, largement partagée par Danton, Anthoine, Camille Desmoulins, Doppet, Machenaud, Santerre, Panis « autant de zéros pour ces messieurs ».
Après le 10 août 1792, il est membre de la Commune de Paris. Nommé substitut du procureur Pierre Louis Manuel, il est témoin des sanglantes journées de septembre 1792, pendant lesquelles il semble encourager les tueurs. Il se rend à Châlons avec le titre de commissaire de la Commune de Paris pour y surveiller les généraux suspects. Il dénonce au passage la municipalité de la ville à l'Assemblée législative qui n'en tiendra pas compte.

#### À la Convention

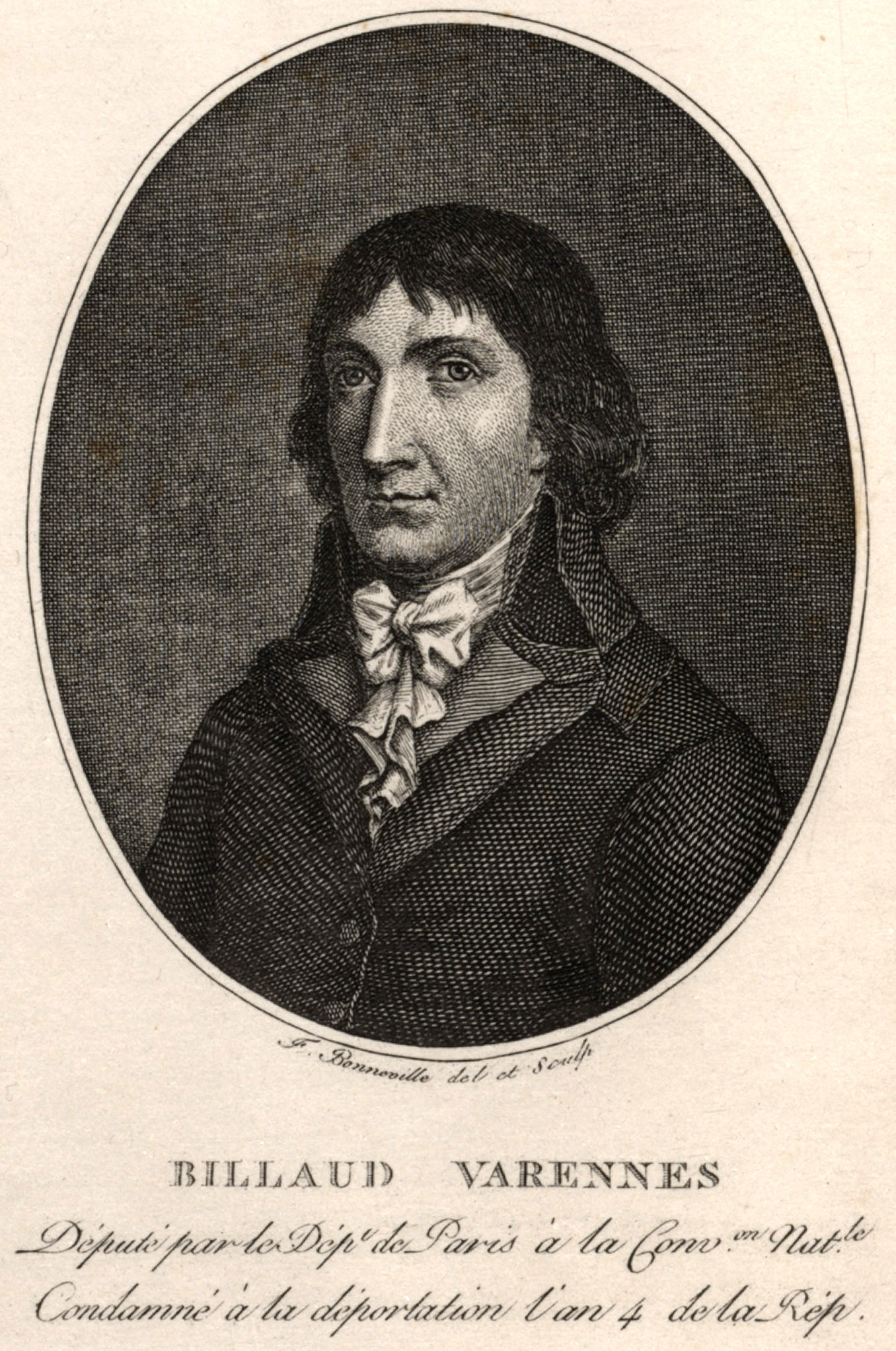
Jacques-Nicolas Billaud-Varenne. Estampe à l'eau-forte de François Bonneville (fin du XVIIIe siècle).

Il est élu député de Paris à la Convention, le quatrième avec 472 voix sur 767 votants. Il siège aux côtés des montagnards. Ainsi, il demande l'application de la peine de mort contre ceux qui introduiraient les ennemis sur le territoire national et défend Robespierre contre les attaques des girondins.
Au procès du roi, il vote pour la mort de Louis XVI (20 janvier 1793) « dans les vingt-quatre heures ».
En avril 1793, il est envoyé en mission avec Sevestre en Bretagne afin de mater les révoltes paysannes. Pour cela, il demande au Conseil exécutif des renforts qu'il n'obtiendra pas.
Rentré à Paris, il s'oppose à la Commission des Douze, puis demande en juin 1793 la mise en accusation des députés girondins. Le 23 juin, il obtient l'abrogation de la loi martiale.
Il repart alors en mission dans le Nord et le Pas-de-Calais.
Cette année-là, il publie également les Éléments du républicanisme, dans lequel il expose le programme social des montagnards. Au nom du droit à l'existence, et même si « le système politique doit assurer à chacun la paisible jouissance de ses possessions », il estime que la répartition des biens entre les citoyens doit s'effectuer de la manière la plus égalitaire possible.
Le 5 septembre 1793, il soutient les revendications de la Commune de Paris portées par Hébert et Chaumette. Considérant qu'on ne fait pas de révolution avec des « demi-mesures », il soutient la Terreur. Ces prises de positions lui permettent d'être élu au Comité de salut public en même temps que Collot d'Herbois. Il est parallèlement élu président de la Convention pour deux semaines.

#### Membre du Comité de salut public
Au Comité, Billaud est responsable avec Collot de la correspondance avec les représentants en mission.
Farouche partisan du régime de la Terreur, il n'a de cesse de défendre le gouvernement révolutionnaire. Le 28 septembre 1793, il fait ainsi transformer le Tribunal criminel extraordinaire en Tribunal révolutionnaire. Il fait voter la Loi du 14 frimaire an II (4 décembre 1793) instituant une sorte de « constitution » provisoire de la France jusqu'à la fin du gouvernement révolutionnaire, et créant le Bulletin des lois à destination des communes. Le 1er floréal an II (20 avril 1794), il présente devant la Convention un rapport sur « les institutions civiles » où il énonce l'idée d'un nouveau lien social « fondé sur un échange journalier de liens réciproques ».
Toutefois, le 29 décembre 1793, il rejette la transformation du Comité de salut public en comité de gouvernement : « C'est la Convention qui doit gouverner », déclare-t-il.
Jusqu'au printemps 1794, Billaud-Varenne ne se distingue pas fondamentalement de la politique menée par Robespierre, malgré quelques nuances. Il approuve ainsi l'élimination des hébertistes puis des Indulgents dont il est l'un des adversaires les plus féroces. Dans son discours du 1er floréal (20 avril 1794), il maintient son opposition à la guerre de conquête et de croisade, souhaitant la fin de la guerre aussitôt l'ennemi repoussé au-delà des frontières. Il y exprime également sa crainte du césarisme qu'engendreraient des victoires militaires trop nombreuses.

#### Le 9 thermidor
Billaud-Varenne se sépare cependant peu à peu de Robespierre. La création d'un bureau de police subordonné au Comité de salut public semble avoir heurté ce pourfendeur du pouvoir exécutif, tout comme la rédaction non-collégiale de la fameuse loi du 22 prairial.
Le 11 messidor (29 juin 1794), la rupture entre Billaud et le « triumvirat » Robespierre-Saint-Just-Couthon est consommée : l'Incorruptible est traité de « dictateur » par plusieurs de ses collègues du Comité. Toutefois, le 5 thermidor (24 juillet 1794), Billaud participe à la tentative de réconciliation organisée par Barère. Il tente d'amadouer Robespierre: « Nous sommes tes amis, nous avons toujours marché ensemble ! » À l'issue de cette réunion, la crise semble commencer à se dissiper.
Mais le 8 thermidor, Robespierre prononce un discours devant la Convention dans lequel il se montre menaçant envers ses prétendus ennemis. Billaud-Varenne, sans être cité, s'y sent visé et rejoint alors avec Collot d'Herbois la conspiration préparant la chute du « tyran ». Le soir aux Jacobins, Collot et lui sont violemment chassés de la tribune et du club par les membres robespierristes.
Le lendemain 9 thermidor, il prend la parole à la tribune après que Saint-Just a été interrompu par Tallien. Il attaque Robespierre comme aspirant à la dictature, dénonce ses affidés et demande leur élimination: « Je ne crois pas qu'il y ait ici un seul représentant qui voulût exister sous un tyran. » Plus tard dans la journée, après l'insurrection de la Commune en faveur des robespierristes, il fait prendre des mesures afin d'organiser la défense de la Convention. Il est ainsi un des acteurs majeurs de la chute de l'Incorruptible qui est finalement guillotiné le lendemain, 10 thermidor an II (28 juillet 1794).
Il exprime ses remords plus tard, dans ses mémoires, pour sa participation au 9 thermidor :

#### Victime de la réaction

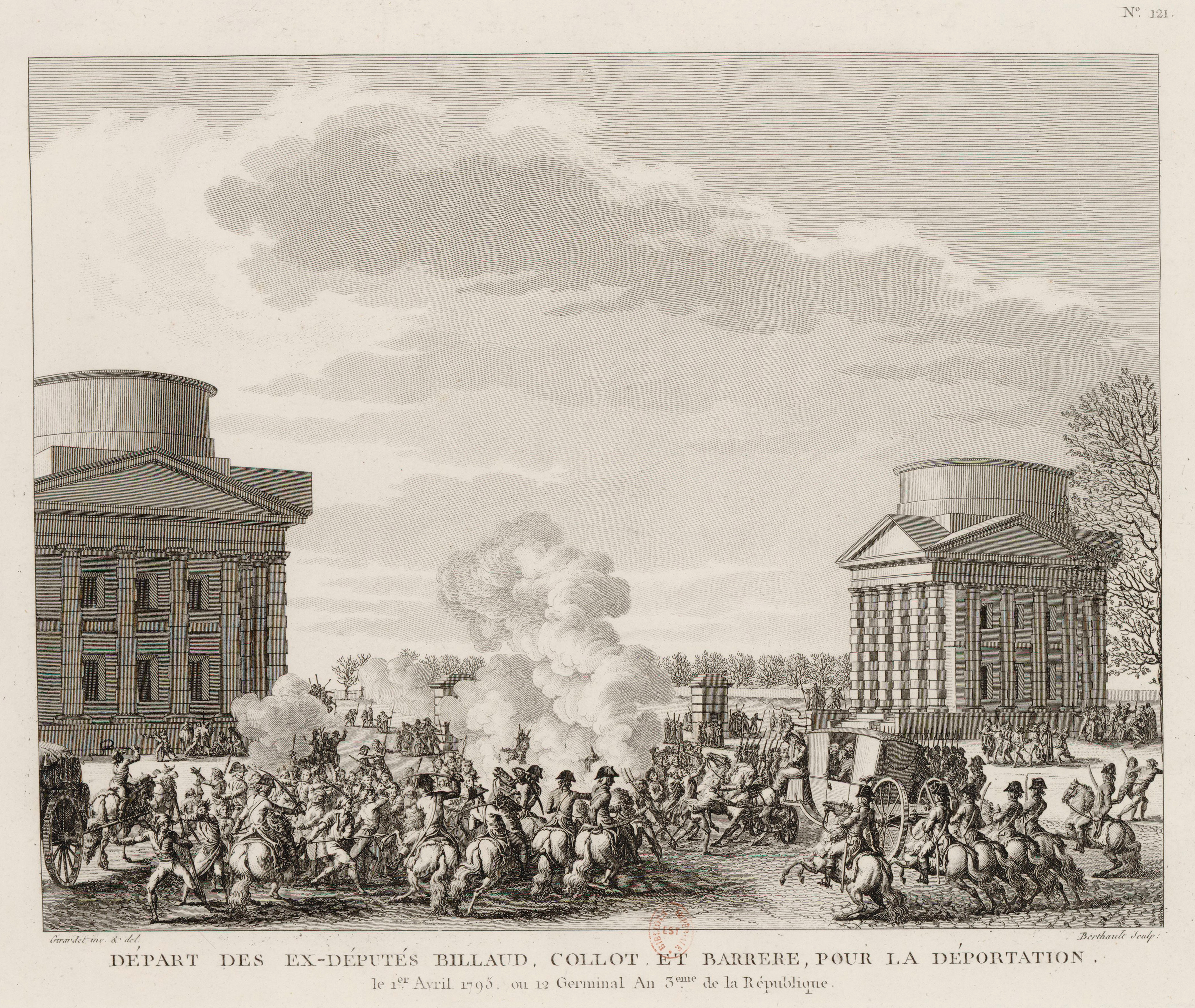
Déportation de Billaud-Varenne, Collot d'Herbois et Barère au lendemain de la journée insurrectionnelle du 12 germinal an III (1er avril 1795).
Gravure de Pierre-Gabriel Berthault d'après un dessin d'Abraham Girardet, Tableaux historiques de la Révolution française, Paris, BnF, département des estampes, 1802.

Dès le lendemain de l'exécution de Robespierre, Billaud s'oppose à toutes les mesures de réaction tandis que beaucoup lui prêtent l'intention de succéder à l'Incorruptible. Un mois seulement après la mort de Robespierre, Billaud quitte le Comité de salut public en compagnie de Collot et de Barère. Il va alors devenir une des cibles favorites des thermidoriens « réacteurs », notamment des anciens amis de Danton qui lui reprochent l'exécution du fameux tribun. Avec ses anciens collègues des comités, notamment Barère, Collot d'Herbois et Vadier, il est dénoncé comme « complice de Robespierre », terroriste et criminel, d'abord par Lecointre le 11 fructidor (28 août 1794), puis par le dantoniste Legendre le 9 brumaire an III (30 octobre 1794).
Se sentant menacé et ayant gardé le silence pendant des semaines, il prend la parole le 13 brumaire (3 novembre) au Club des jacobins, y dénonce les thermidoriens et déclare à son propos et à celui de la Révolution : « Le lion n'est pas mort quand il sommeille, et à son réveil il extermine tous ses ennemis ! » Ces déclarations provoquent la fureur de la droite qui accuse Billaud d'avoir voulu exciter le peuple contre la Convention.
Celle-ci crée alors en décembre 1794 une commission d'enquête chargée d'examiner sa conduite, ainsi que celles de Collot, Barère et Vadier. Les brochures demandant son arrestation et son exécution prolifèrent alors à Paris. Il est finalement décrété d'accusation le 12 ventôse an III (2 mars 1795). Le 12 germinal (1er avril 1795), il est condamné à la déportation en Guyane, en compagnie de Collot d'Herbois et de Barère, en vertu d'un décret.
Après avoir manqué de peu d'être lynché par des foules en colère au cours de son transfert, Billaud est déporté à Cayenne le 7 prairial (26 mai 1795) et arrive en Guyane le 2 thermidor (20 juillet).

### La déportation
Billaud-Varenne reste emprisonné quatre années malgré la maladie. Il survit ainsi à son ancien collègue Collot d'Herbois qui meurt en 1796. En 1797, sa femme, restée en France et avec laquelle il avait pourtant de bons contacts, obtient le divorce pour cause d'« absence du mari ». Elle se remarie aussitôt avec un Américain nommé Henry Johnson (1744-1800), puis en 1808, à un négociant Cousin-Duparc.
Après le 18 brumaire, Napoléon Bonaparte lui accorde la grâce, qu'il refuse. Il décide de rester en Guyane, même après l'occupation de la colonie par le Portugal en 1809.
Il s'installe comme agriculteur et vit modestement, auprès de sa compagne, une ancienne esclave Guadeloupéenne noire prénommée Brigitte mais qu'il appelle Virginie (elle ne mourra qu'en 1874). Il se lie aussi d'amitié avec Victor Hugues, ancien gouverneur de la Guadeloupe.
En 1816, avec la Restauration, il doit quitter Cayenne et s'installe à Haïti. Le président Alexandre Pétion lui accorde une pension qu'il touche jusqu'à sa mort.
Au sujet de la colonisation de Haïti et des tentatives de Louis XVIII de reprendre contrôle de l'île par des moyens diplomatiques, il annonce à Pétion:

« La plus grande faute que vous avez commise, dans le cours de la révolution de ce pays, c'est de n'avoir pas sacrifié tous les colons, jusqu'au dernier. En France nous avons fait la même faute, en ne faisant pas périr jusqu'au dernier des Bourbons. »

Il meurt à Port-au-Prince en 1819. Parmi ses dernières paroles, il déclare : « Mes ossements, du moins, reposeront sur une terre qui veut la Liberté ; mais j’entends la voix de la postérité qui m’accuse d’avoir trop ménagé le sang des tyrans d’Europe. »
Il lègue tous ses biens à son épouse, Brigitte, et s'exprime de la sorte dans son testament : « Je donne cet excédent, quelle qu’en soit la valeur, à cette honnête fille ; autant pour m’acquitter envers elle des immenses services qu’elle m’a rendus depuis plus de dix-huit ans, que pour reconnaître le nouveau et le plus complet témoignage de son inviolable attachement, en consentant à me suivre, quelque part que j’aille ».

### Postérité
Billaud-Varenne est un personnage du roman d'Alejo Carpentier, Le Siècle des Lumières,. Il figure aussi dans Quatrevingt-treize, le dernier roman de Victor Hugo, qui dit à son sujet : « Billaud-Varennes, qui entrevoyait la magistrature de l’avenir : pas de juges, des arbitres. »

## Publications

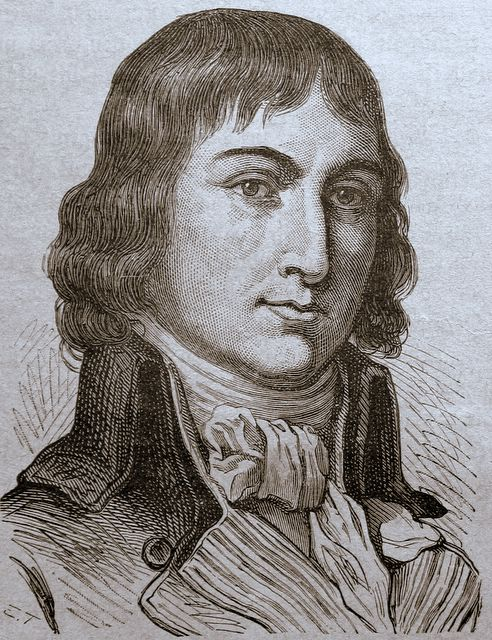
Jacques-Nicolas Billaud-Varenne en tenue de représentant. Gravure sur acier dessinée par Auguste Raffet et gravée par Robinson (1840).

Ses ouvrages, tous de circonstance, sont oubliés au XIXe siècle. On a sous son nom des Mémoires apocryphes.
- Le Peintre politique, ou Tarif des opérations actuelles, 1789, 103 p. (lire en ligne).
- Le Dernier coup porté aux préjugés et à la superstition, 1789, 411 p. (lire en ligne).
- Despotisme des ministres de France, combattu par les droits de la Nation, par les lois fondamentales, par les ordonnances..., Paris, Godefroy, 1789 (lire en ligne).
  - Principes régénérateurs du système social, par J.-N. Billaud, représentant du peuple français, Paris, Vatar, pluviôse an 3 1795, 208 p. (lire en ligne)Réédition critique : Principes régénérateurs du système social (introduction et notes de Françoise Brunel) (préf. Michel Vovelle), Paris, Publications de la Sorbonne, coll. « Histoire moderne » (no 25 bis), 1992, 271 p. (ISBN 2-85944-218-9, présentation en ligne, lire en ligne).Réédition critique et traduction en français moderne : Principes régénérateurs du système social                   dans Rééduquer le peuple après la Terreur, (introduction et traduction de Thomas Primerano) (préf.  Stéphanie Roza), édition BOD, 2020, 318 p.  (ISBN 978-2322241613)[27]
- Mémoires de Billaud-Varennes, ex-conventionnel, écrits au Port-au-Prince en 1818, contenant la relation de ses voyages et aventures dans le Mexique, depuis 1805 jusqu'en 1817; avec des notes historiques et un précis de l'insurrection américaine, depuis son origine jusqu'en 1820, Paris, Plancher & Domère, 1821 (lire en ligne) [apocyryphes].
- Billaud Varenne membre du comité de salut public : Mémoires inédits et Correspondance. Accompagnés de notices biographiques sur Billaud Varenne et Collot d'Herbois, Paris, Librairie de la Nouvelle Revue, 1893 (lire en ligne) (éd. par Alfred Begis).
- Mémoire inédit de Billaud-Varenne sur les événements du 9 thermidor, A. More, 1910, 67 p. (éd. de Charles Vellay).

## Représentations dans la culture populaire

### Cinéma
- La Révolution française (1989) de Robert Enrico et Richard T. Heffron, interprété par Serge Dupire.